# Toronto Lynx
Der Toronto Lynx Soccer Club ist ein kanadisches Fußball-Franchise aus Toronto. Das Team wurde 1997 gegründet und spielt in der USL Premier Development League, der vierthöchsten Liga im nordamerikanischen Fußball.

## Geschichte
Der Verein begann 1997 in der A-League, der damaligen zweithöchsten Spielklasse. Gleich in der ersten Saison stellte der Verein einen Ligarekord mit zehn Siegen in Folge auf. Im Jahre 2000 verpassten die Lynx den Finaleinzug durch eine 1:0-Niederlage im Conference Final gegen die Rochester Raging Rhinos.
Am 10. Oktober 2006 kündigte der Verein den freiwilligen Rückzug von der USL First Division in die USL Premier Development League, wo der Club in die Great Lakes Division der Central Conference eingeteilt wurden. Gründe hierfür waren die niedrigen Zuschauerzahlen (Die Lynx hatten den niedrigsten Zuschauerschnitt der Liga) sowie die neue Konkurrenz des Major-League-Soccer-Vereins Toronto FC.

## Stadion
- Centennial Park Stadium; Toronto (seit 2003)

Seit 2002 spielt der Verein im Centennial Park Stadium im Stadtteil Etobicoke. Einzelne Spiele werden aus Kapazitätsgründen im Varsity Stadium der University of Toronto ausgetragen.

## Bekannte Spieler
- Pat Onstad (1997)
- Dwayne De Rosario (1997)
- Adrian Serioux (1999–2004)
- Paul Stalteri (1997–1998)
- Atiba Hutchinson (2002)
- Ali Gerba (2002–2003, 2004–2005)

## Frauenfußball
Im Oktober 2004 gründete der Verein eine Frauenmannschaft. Die "Toronto Lady Lynx" spielen seit 2005 in der W-League.